# Gornja Klezna
Gornja Klezna (v srbské cyrilici Горња Клезна, albánsky Këllezna e Sipërme) je obec na jihu Černé Hory, administrativně spadající pod opštinu Ulcinj. 
Obec, která se nachází v blízkosti kaňonu řeky Međureč na hlavním silničním tahu Skadar-Ulcinj, má celkem 164 obyvatel. Veškeré obyvatelstvo je albánské národnosti. Vesnice se v průběhu let postupně vylidňuje; počet obyvatel od roku 1981 klesá.